# Black Ridge
Black Ridge är en bergstopp i Antarktis. Den ligger i Östantarktis. Nya Zeeland gör anspråk på området. Toppen på Black Ridge är 1 066 meter över havet, eller 99 meter över den omgivande terrängen. Bredden vid basen är 0,89 km.
Terrängen runt Black Ridge är bergig åt sydost, men åt nordväst är den kuperad. Trakten är obefolkad. Det finns inga samhällen i närheten. 